# DEEN at 武道館〜15th Anniversary Greatest Singles Live〜
『DEEN at 武道館〜15th Anniversary Greatest Singles Live〜』（ディーン・アット・ぶどうかん〜フィフティーンス・アニバーサリー・グレイテスト・シングルズ・ライブ〜）は、DEENの15枚目のアルバムで、初のライブ・アルバム。また、本作のライブ映像を収録した『DEEN at 武道館 "NO CUT" 〜15th Anniversary Perfect Singles Live〜』についても合わせて記述する。

## 作品の解説
- 2008年末までの完全期間限定生産。
- 初のライブ・アルバムで、収録曲はファン投票で決定された。
- 初の武道館ライブの模様を収録。

## 収録内容

### CD
1. 瞳そらさないで
2. 武道館Special Ballad Medley
JUST ONE
愛の鐘が世界に響きますように…
永遠をあずけてくれ
Teenage dream
Starting Over
遠い空で
遠いゝ未来へ
君がいない夏
素顔で笑っていたい
哀しみの向こう側
3. MY LOVE
4. Memories
5. ひとりじゃない
6. 夢であるように
7. Smile Blue
8. 歌になろう
9. 翼を広げて
10. このまま君だけを奪い去りたい

### DVD
- ライブナビゲートDVD

## DEEN at 武道館 "NO CUT" 〜15th Anniversary Perfect Singles Live〜
『DEEN at 武道館 "NO CUT" 〜15th Anniversary Perfect Singles Live〜』(ディーン・アット・ぶどうかん "ノー・カット" 〜フィフティーン巣ス・アニバーサリー・パーフェクト・シングルス・ライブ〜)は日本のロックバンドDEENのライブ・ビデオであり、DEENの11枚目の映像作品

## 収録曲

### Disc.1
1. 瞳そらさないで
2. レールのない空へ
3. 武道館Special Ballad Medley
JUST ONE
愛の鐘が世界に響きますように…
永遠をあずけてくれ
Teenage dream
Starting Over
遠い空で
遠い遠い未来へ
君がいない夏
素顔で笑っていたい
哀しみの向こう側
4. 翼を風に乗せて 〜fly away〜
5. ユートピアは見えてるのに
6. MY LOVE
7. 武道館Special Rock Medley
未来のために
太陽と花びら
Birthday eve 〜誰よりも早い愛の歌〜
SUNSHINE ON SUMMER TIME
手ごたえのない愛
君さえいれば
LOVE FOREVER
Power of Love
ダイヤモンド
STRONG SOUL
8. Memories
9. ひとりじゃない
10. 夢であるように

### Disc.2
1. Smile Blue
2. 歌になろう
3. 翼を広げて
4. このまま君だけを奪い去りたい

< 特典映像 >
1. Document film"DEEN at 武道館"